# Thomas Caverhill Jerdon
Thomas Caverhill Jerdon (12 ottobre 1811 – 12 giugno 1872) è stato un medico, botanico e zoologo britannico, originario di Durham.
Studiò medicina all'Università di Edimburgo e dopo la laurea si trasferì in India, dove divenne assistente-chirurgo per la Compagnia britannica delle Indie orientali, e in seguito capo-chirurgo del reggimento di Madras.
Subito dopo il suo arrivo in India, Jerdon iniziò a collezionare esemplari di uccelli, che in seguito spedì a William Jardine (1800-1874) perché li identificasse. Questa collezione, però, era così infestata e danneggiata dagli insetti che Jardine si rifiutò di accoglierla, per paura che contaminasse anche le sue collezioni.
Jerdon, allora, decise di catalogare e classificare la propria collezione da solo. Il suo lavoro, A Catalogue of the Birds of the Indian Peninsula (1839-1840), venne pubblicato all'interno della rivista Madras Journal of Literature and Science. In quest'opera egli descrisse 420 specie di uccelli, circa il doppio di quelli descritti da William Henry Sykes (1790-1872).
La più famosa opera di Jerdon, tuttavia, è The Birds of India (1862-1864), nella quale vengono descritte più di 1000 specie avicole. Fu anche un valente illustratore e i suoi disegni comparvero su varie opere di storia naturale, come Illustrations of Indian Ornithology (1844), The Game Birds and Wildfowl of India (1864) e Mammals of India (1874).
Sebbene il principale oggetto di studio di Jerdon fossero gli uccelli, egli si interessò anche di vegetali, formiche, anfibi, rettili e mammiferi. Istituì la collana Fauna of British India.
Il suo nome viene commemorato da varie specie, come il corrione di Jerdon (Rhinoptilus bitorquatus), un rarissimo caradriiforme endemico dei Ghati orientali, e la civetta delle palme di Jerdon (Paradoxurus jerdoni), un viverride dell'India meridionale.
| Jerdon è l'abbreviazione standard utilizzata per le specie animali descritte da Thomas Caverhill Jerdon. Categoria:Taxa classificati da Thomas Caverhill Jerdon |